# 亚历山德罗·拉泽罗尼
亚历山德罗·拉泽罗尼（義大利語：Alessandro Lazzeroni，1955年5月4日—），意大利前男子排球运动员。他曾代表意大利国家队参加1988年夏季奥林匹克运动会排球比赛，结果获得第九名。